# 鳥養貞長
鳥養 貞長（とりかい/とりがい さだなが）は、戦国時代の武将。三好氏の家臣。三好長慶の右筆を担当した。

## 出自
鳥養氏は淀川中流にある鳥養を拠点とした事が姓の由来。今村慶満や藤岡直綱らと共に、淀川水系に拠点を持つ領主の一人であり、三好長慶はこれら淀川水系の領主の掌握を進めていた。飯尾流の鳥養宗慶とは親戚であり、行政能力の高さを買われて長慶に登用されたと考えられる。長慶の拠点である芥川山城に、その他の三好政権における奉行人や、三好長逸、岩成友通、松永久秀夫妻らと共に暮らしていたと推測されるが、久秀夫妻や友通は史料により居住していた事が明らかになっているものの、貞長が居住していたかどうかは明白ではない。
なお今谷明は、長慶の近臣（内衆）で摂津出身は貞長のみと推測しているが、実際には野間長久など他にもおり、また松永久秀なども摂津出身であった可能性が濃厚になっている。

## 略歴
天文16年（1547年）7月8日付の、牧羊斎という人物が三好長慶に宛てて送った書状に名前が見えるのが史料における初見。また、公家の山科言継が、桂川の用水をめぐる諍いの仲裁を担当した際に、三好長慶に書状を送っているが、この宛先が貞長であった。このように貞長は長慶の代理人として折衝を担当した。伊勢貞助と共に、文書の作成も担当した。永禄年間には奉行を担当、また三好長逸と共に連署奏書を発給している。
永禄4年（1561年）、室町幕府13代将軍・足利義輝が三好義興の屋敷へ御成した時には、御膳を給仕に渡す「手永」と呼ばれる役を、岩成友通や三好長虎（長逸の子）と共に担当している。永禄6年まで右筆としての活動が確認できる。
松永久秀や野間長久・野間康久親子、松山重治らと共に、三好長慶政権の隆盛に果たした役割は大きく、三好政権を代表する家臣の一人とされている。ただし、野間長久が子の代まで三好家に仕えて三好家の譜代になったのとは異なり、貞長は一代のみ三好家に仕えた。